# Renansart
Renansart est une commune française située dans le département de l'Aisne, en région Hauts-de-France.

## Géographie

### Hydrographie
La commune est située dans le bassin Seine-Normandie. Elle n'est drainée par aucun cours d'eau,.

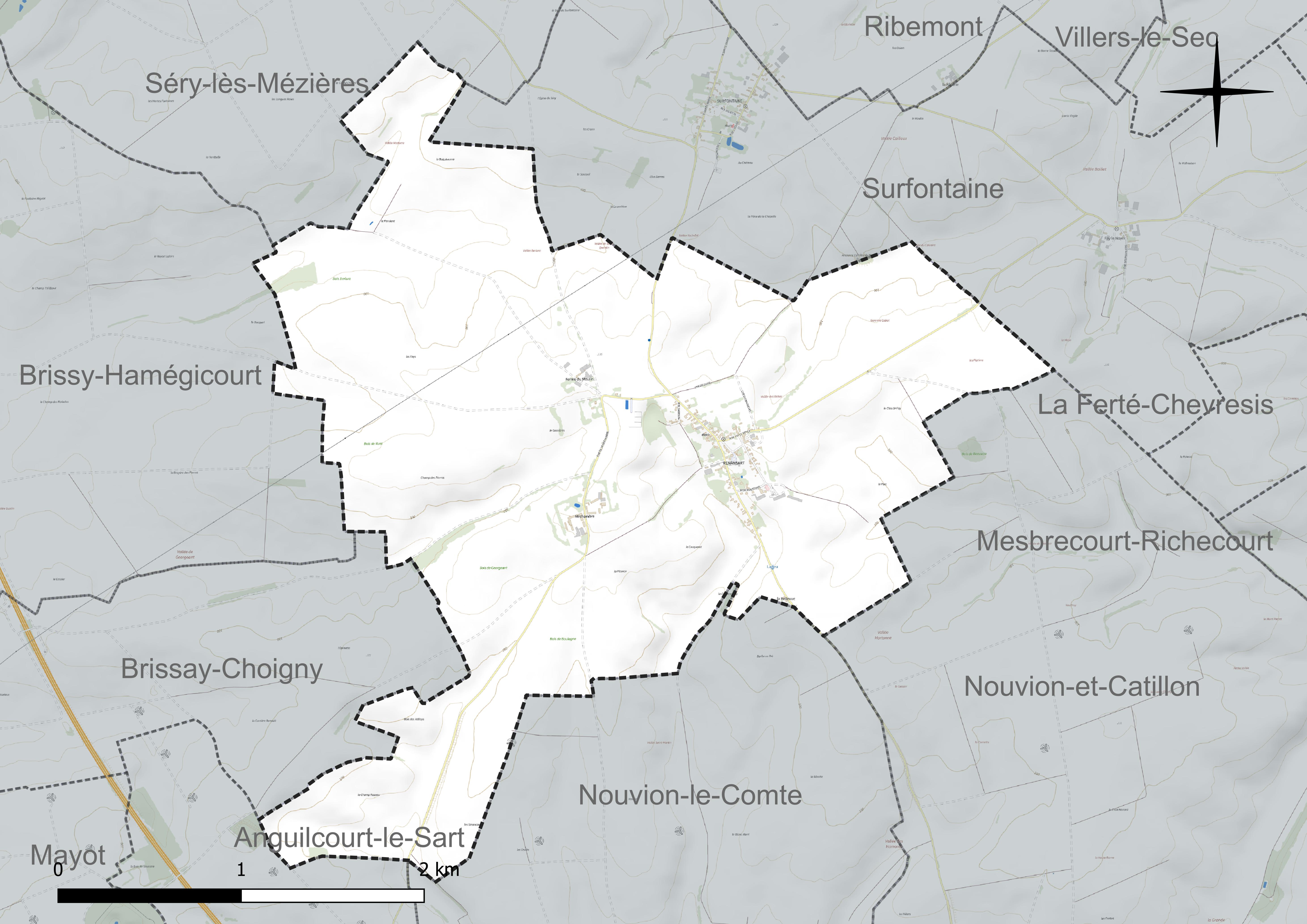
Réseau hydrographique de Renansart.

### Climat
Pour des articles plus généraux, voir Climat des Hauts-de-France et Climat de l'Aisne.
En 2010, le climat de la commune est de type climat océanique dégradé des plaines du Centre et du Nord, selon une étude du CNRS s'appuyant sur une série de données couvrant la période 1971-2000. En 2020, Météo-France publie une typologie des climats de la France métropolitaine dans laquelle la commune est exposée à un climat océanique altéré et est dans la région climatique Nord-est du bassin Parisien, caractérisée par un ensoleillement médiocre, une pluviométrie moyenne régulièrement répartie au cours de l'année et un hiver froid (3 °C).
Pour la période 1971-2000, la température annuelle moyenne est de 10,2 °C, avec une amplitude thermique annuelle de 14,7 °C. Le cumul annuel moyen de précipitations est de 757 mm, avec 11,2 jours de précipitations en janvier et 9 jours en juillet. Pour la période 1991-2020, la température moyenne annuelle observée sur la station météorologique la plus proche, située sur la commune d'Aulnois-sous-Laon à 17 km à vol d'oiseau, est de 11,0 °C et le cumul annuel moyen de précipitations est de 685,6 mm,. Pour l'avenir, les paramètres climatiques de la commune estimés pour 2050 selon différents scénarios d'émission de gaz à effet de serre sont consultables sur un site dédié publié par Météo-France en novembre 2022.

## Urbanisme

### Typologie
Au 1er janvier 2024, Renansart est catégorisée commune rurale à habitat dispersé, selon la nouvelle grille communale de densité à 7 niveaux définie par l'Insee en 2022.
Elle est située hors unité urbaine. Par ailleurs la commune fait partie de l'aire d'attraction de Saint-Quentin, dont elle est une commune de la couronne,. Cette aire, qui regroupe 120 communes, est catégorisée dans les aires de 50 000 à moins de 200 000 habitants,.

### Occupation des sols
L'occupation des sols de la commune, telle qu'elle ressort de la base de données européenne d'occupation biophysique des sols Corine Land Cover (CLC), est marquée par l'importance des territoires agricoles (93,2 % en 2018), une proportion identique à celle de 1990 (93,2 %). La répartition détaillée en 2018 est la suivante : 
terres arables (93,2 %), zones urbanisées (6,8 %).
L'évolution de l'occupation des sols de la commune et de ses infrastructures peut être observée sur les différentes représentations cartographiques du territoire : la carte de Cassini (XVIIIe siècle), la carte d'état-major (1820-1866) et les cartes ou photos aériennes de l'IGN pour la période actuelle (1950 à aujourd'hui).

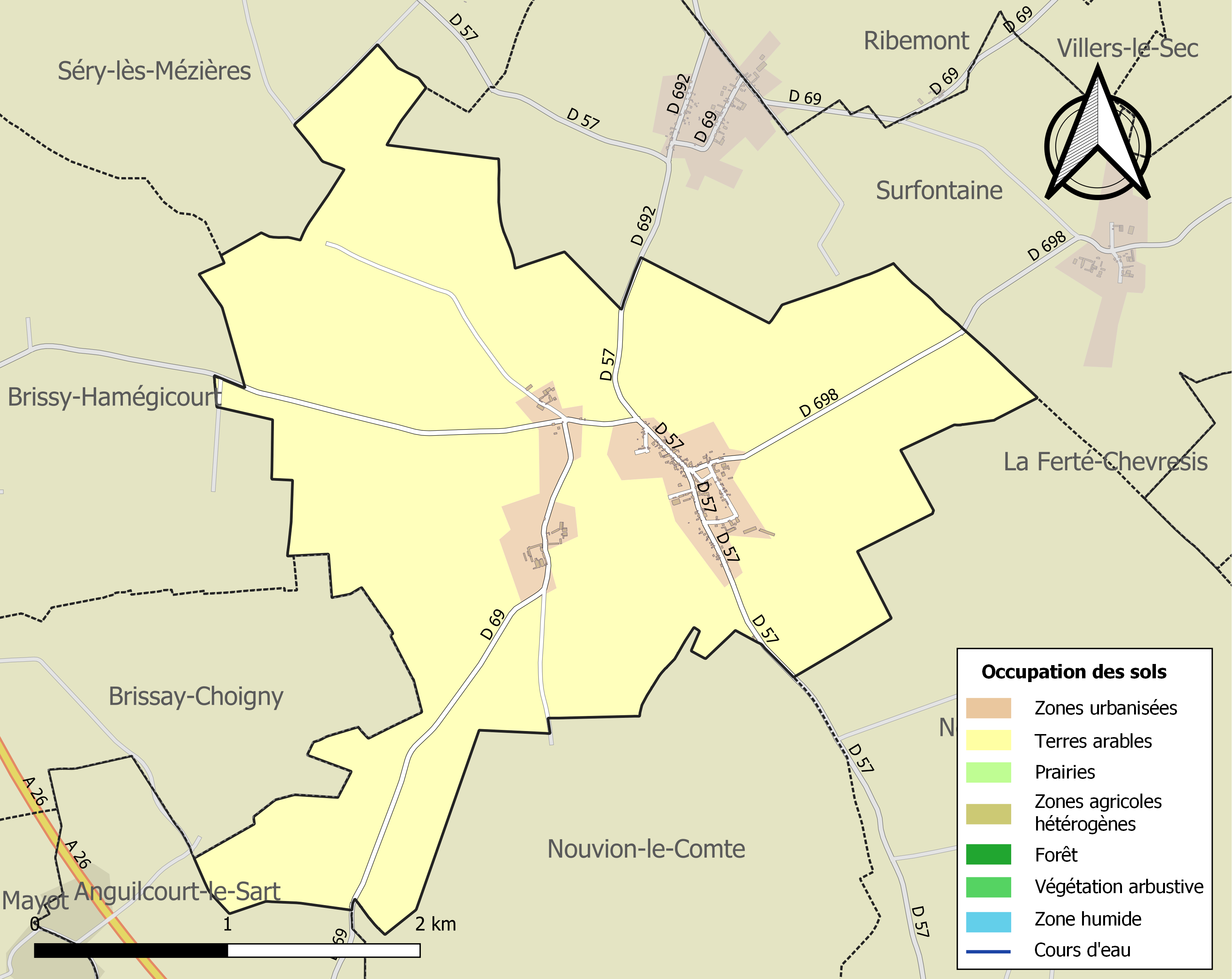
Carte de l'occupation des sols de la commune en 2018 (CLC).

## Toponymie
Le nom du village apparaît pour la première fois en l'an 1171, sous l'appellation de Ernansart dans un cartulaire de l'abbaye Saint-Martin de Laon.

Ce nom changera ensuite de nombreuses fois Ernansdsart, Ernandisartus, Ernanssart, Renanssart, Renansart, Renansard et enfin Renansart au XVIIIe siècle la carte de Cassini
.

## Histoire
|  |
|  |

La carte de Cassini montre qu'au XVIIIe siècle, Renansart est une paroisse avec un château bâti dans le Bois du Logis. Ce château construit au XIVe siècle par le vicomte d'Ernansart fut incendié en 1655 par les troupes du Prince de Condé ; il fut reconstruit par la suite et comportait un immense parc. Il fut délaissé après la Révolution et aucun vestige ne subsiste de nos jours.
La carte prouve que ce château avait une grande importance puisque cinq routes, dont quatre sont pavées, ce qui est très rare pour l'époque, partaient du village : deux au sud vers Nouvion-le-Comte et Nouvion-et-Câtillon, une au sud-ouest vers les hameaux de Méchame et Saucez qui étaient des dépendances du château, une autre au nord-est vers Fay-le-Noyer et la dernière vers les deux moulins à vent aujourd'hui disparus situés au nord-est.
Au sud-ouest, le hameau de Mechamme (aujourd'hui Mechambre) est cité pour la première fois en 1145 sous le nom de Mecunia, Mechunia, Curtis de Meschumes, Meschames, Meschambes.

## Politique et administration

### Découpage territorial
La commune de Renansart est membre de la communauté de communes du Val de l'Oise, un établissement public de coopération intercommunale (EPCI) à fiscalité propre créé le 1er janvier 2014 dont le siège est à Mézières-sur-Oise. Ce dernier est par ailleurs membre d'autres groupements intercommunaux.
Sur le plan administratif, elle est rattachée à l'arrondissement de Saint-Quentin, au département de l'Aisne et à la région Hauts-de-France. Sur le plan électoral, elle dépend du  canton de Ribemont pour l'élection des conseillers départementaux, depuis le redécoupage cantonal de 2014 entré en vigueur en 2015, et de la troisième circonscription de l'Aisne  pour les élections législatives, depuis le dernier découpage électoral de 2010.

### Administration municipale
| Période                                  | Période                   | Identité                  | Étiquette | Qualité |
| ---------------------------------------- | ------------------------- | ------------------------- | --------- | --- |
| Les données manquantes sont à compléter. |                           |                           |           | |
| mars 2001                                | En cours (au 26 mai 2020) | Béatrice Boutroy-Valentin | LR        | Directrice du Centre d'animation socioculturel de Fresnoy-le-Grand Vice-présidente de la CC du Val de l'Oise (2014 → ) Réélue pour le mandat 2020-2026, |

## Démographie
L'évolution du nombre d'habitants est connue à travers les recensements de la population effectués dans la commune depuis 1793. Pour les communes de moins de 10 000 habitants, une enquête de recensement portant sur toute la population est réalisée tous les cinq ans, les populations de référence des années intermédiaires étant quant à elles estimées par interpolation ou extrapolation. Pour la commune, le premier recensement exhaustif entrant dans le cadre du nouveau dispositif a été réalisé en 2008.

En 2022, la commune comptait 149 habitants, en évolution de −11,83 % par rapport à 2016 (Aisne : −1,97 %, France hors Mayotte : +2,11 %).
| 1793 | 1800 | 1806 | 1821 | 1831 | 1836 | 1841 | 1846 | 1851 |
| ---- | ---- | ---- | ---- | ---- | ---- | ---- | ---- | ---- |
| 530  | 590  | 640  | 637  | 635  | 652  | 665  | 627  | 637  |

| 1856 | 1861 | 1866 | 1872 | 1876 | 1881 | 1886 | 1891 | 1896 |
| ---- | ---- | ---- | ---- | ---- | ---- | ---- | ---- | ---- |
| 556  | 585  | 548  | 514  | 499  | 479  | 485  | 470  | 438  |

| 1901 | 1906 | 1911 | 1921 | 1926 | 1931 | 1936 | 1946 | 1954 |
| ---- | ---- | ---- | ---- | ---- | ---- | ---- | ---- | ---- |
| 426  | 398  | 365  | 199  | 223  | 249  | 273  | 233  | 257  |

| 1962 | 1968 | 1975 | 1982 | 1990 | 1999 | 2006 | 2008 | 2013 |
| ---- | ---- | ---- | ---- | ---- | ---- | ---- | ---- | ---- |
| 213  | 192  | 191  | 192  | 175  | 176  | 172  | 171  | 171  |

| 2018 | 2022 | - | - | - | - | - | - | - |
| ---- | ---- | - | - | - | - | - | - | - |
| 159  | 149  | - | - | - | - | - | - | - |

## Culture locale et patrimoine

### Lieux et monuments

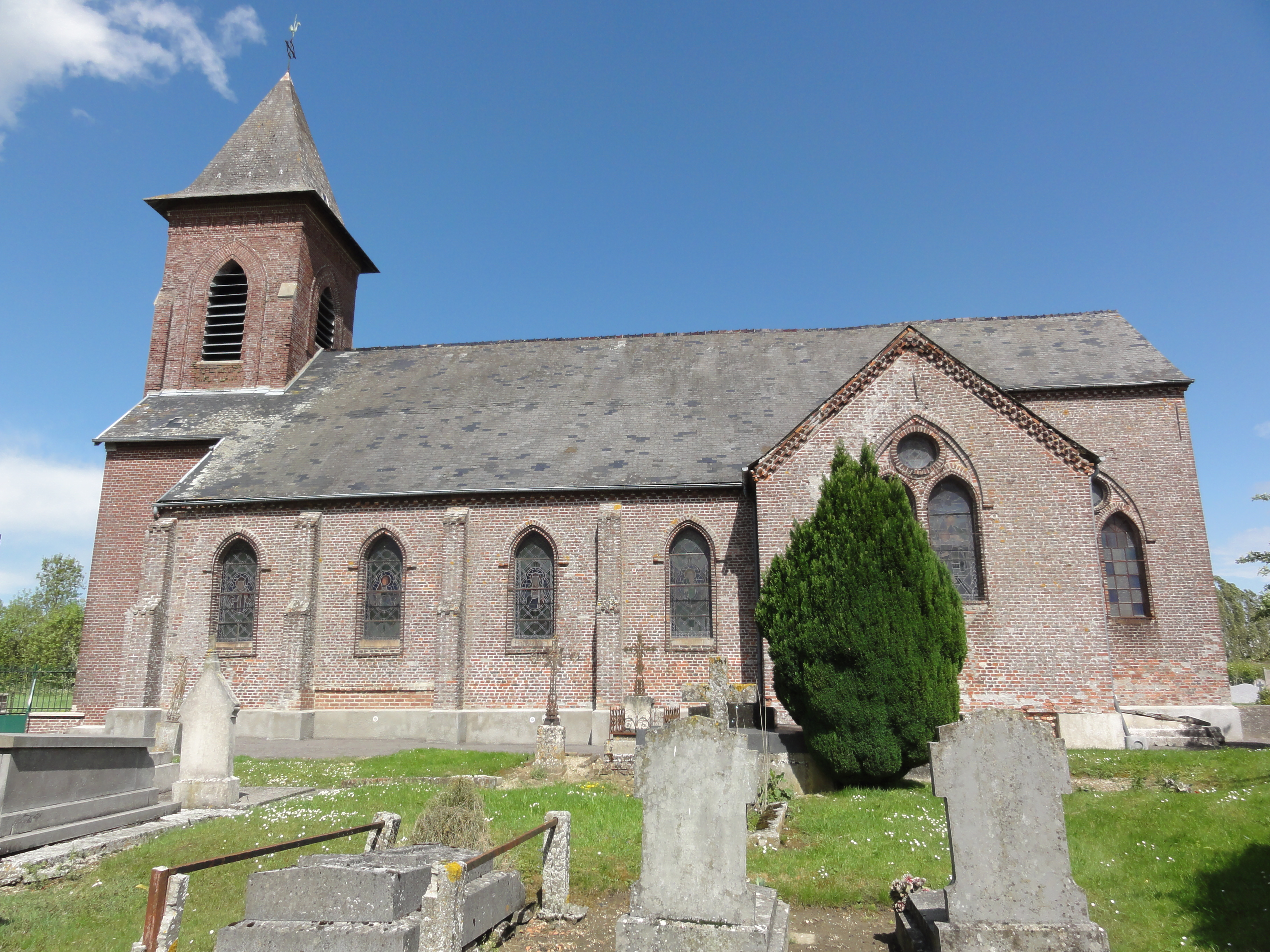
Église Saint-Martin.
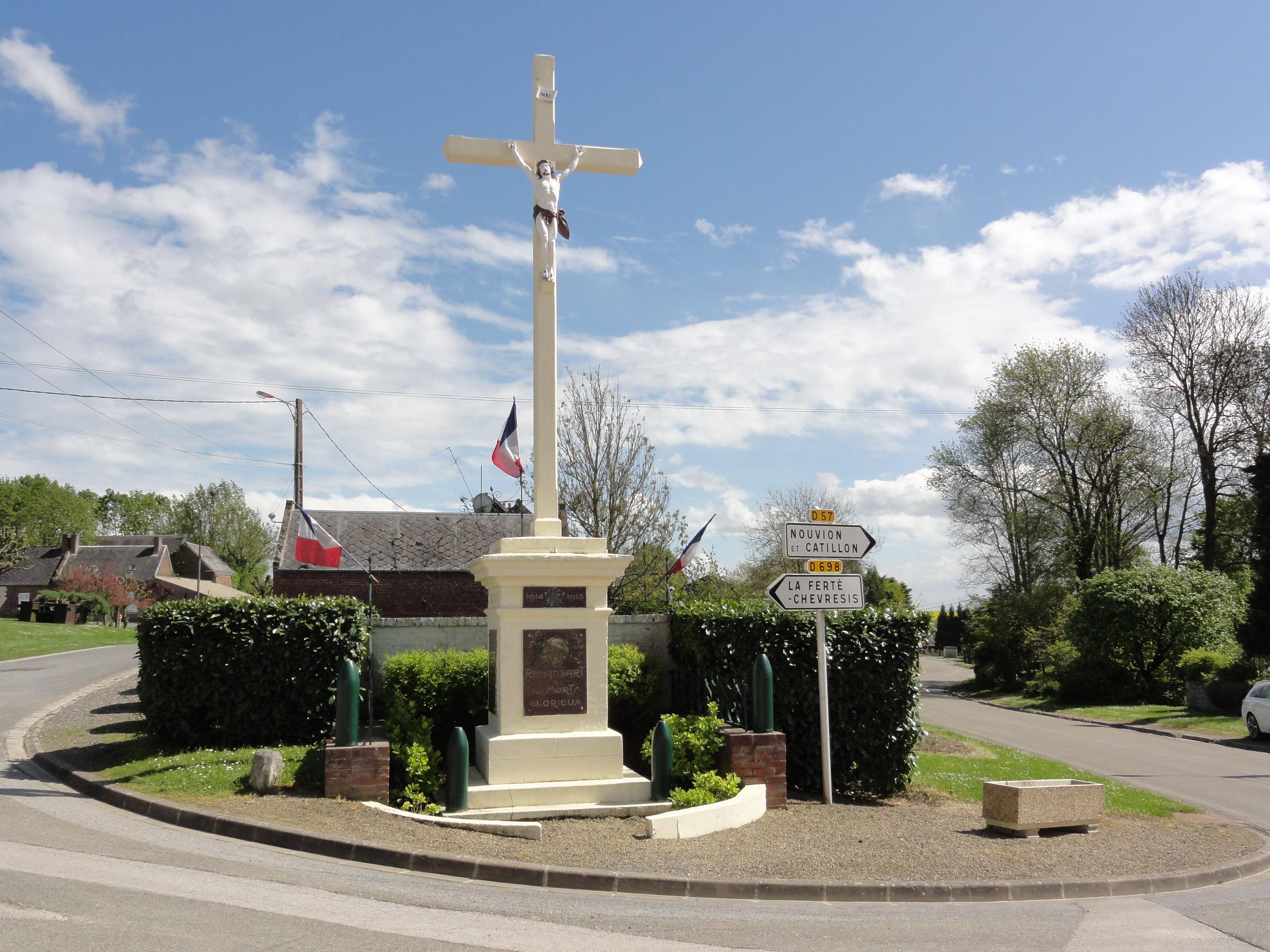
Monument aux morts.
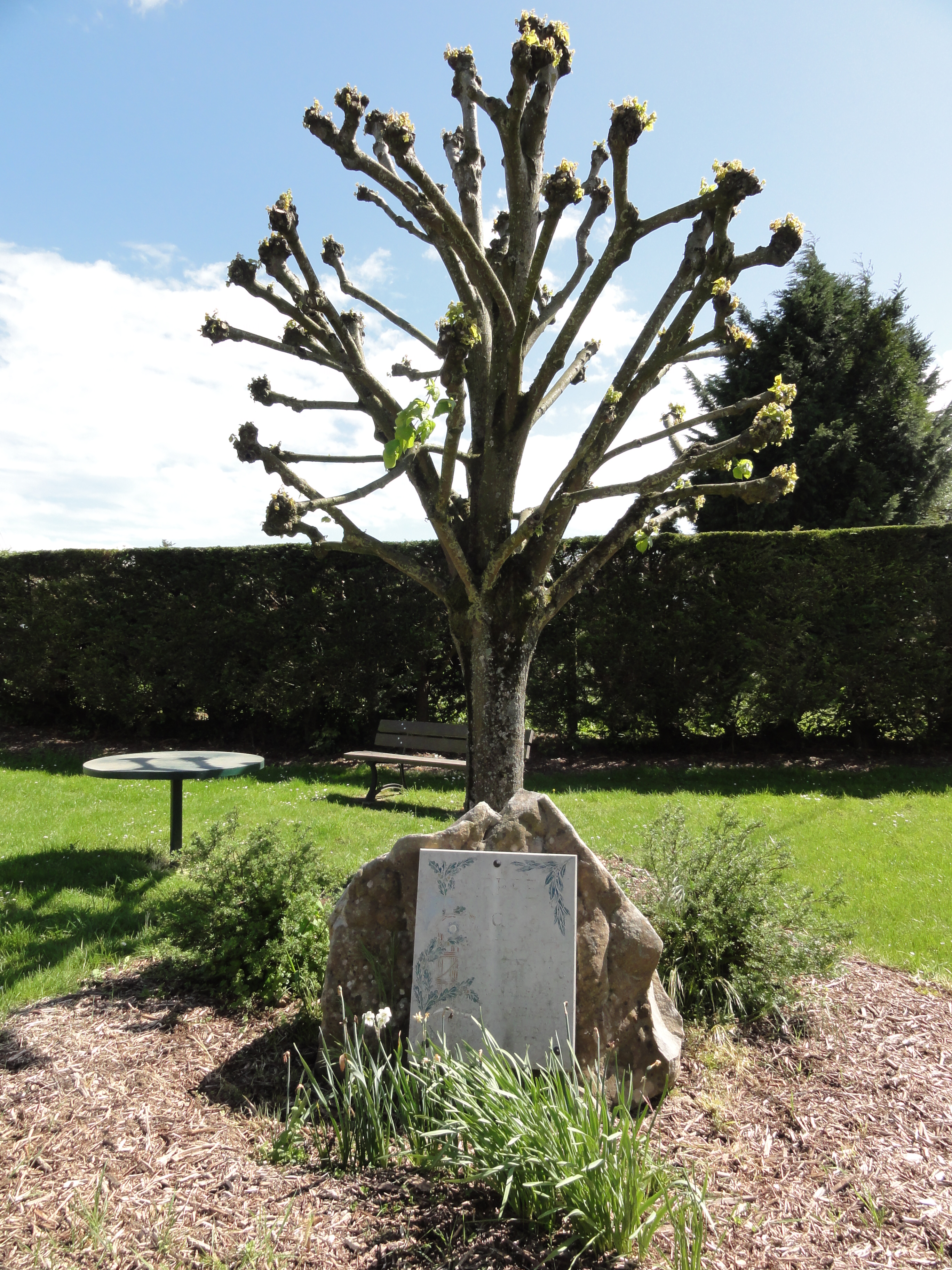
Arbre de la liberté.
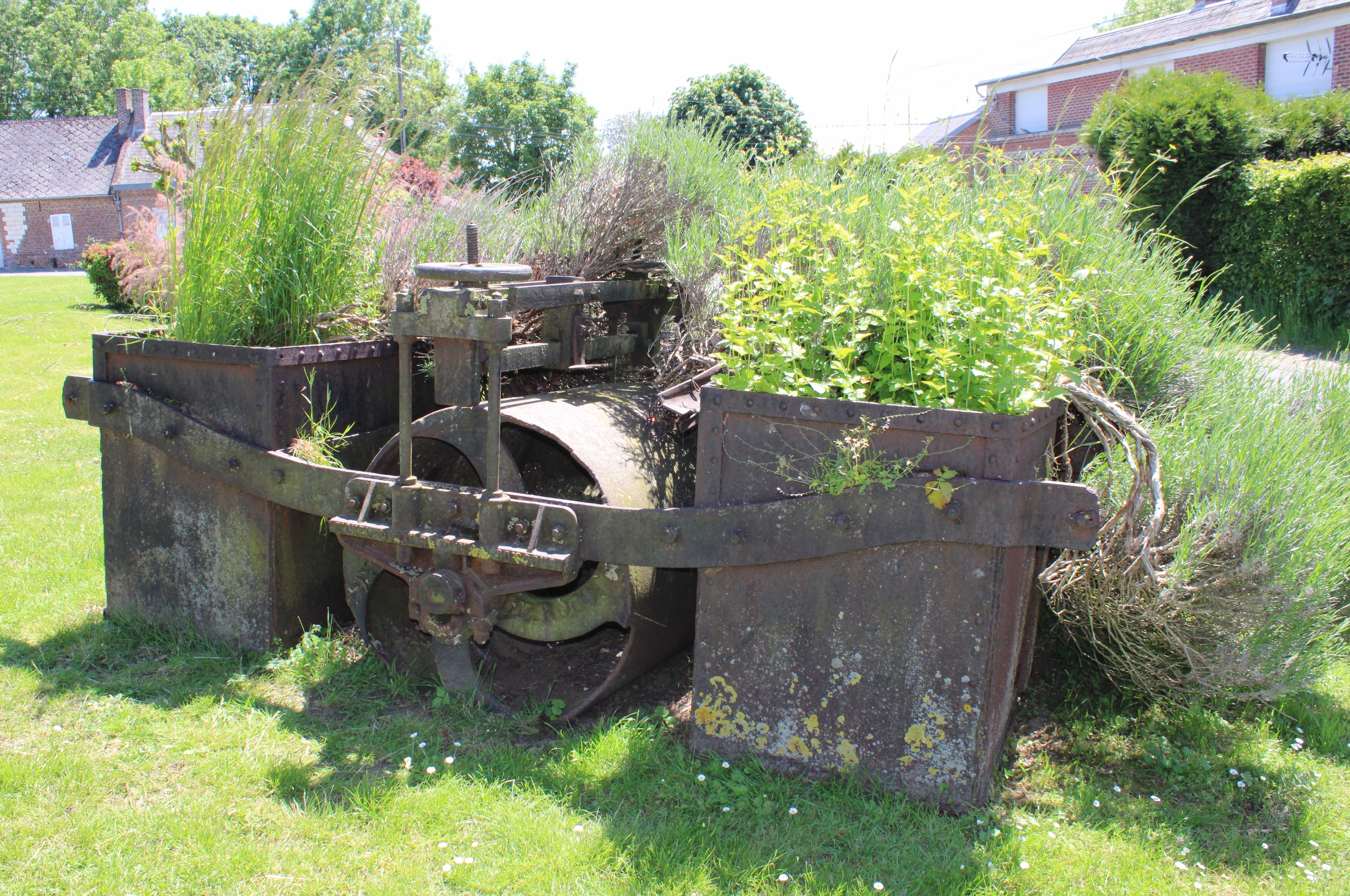
Ancien rouleau compresseur sur la place.

- Église Saint-Martin.
- Monument aux morts.
- Arbre de la liberté.
- Ancien rouleau compresseur sur la place.

### Personnalités liées à la commune
- Hubert Mathis : coureur cycliste professionnel, y est né.
- Louis-Agathon de Flavigny de Renansart.

### Héraldique
| Blason de Renansart | Blason  | D'argent au cheval cabré de sable.               |
| Blason de Renansart | Détails | Le statut officiel du blason reste à déterminer. |